# Parablepisanis
Parablepisanis – rodzaj chrząszczy z rodziny kózkowatych i podrodziny zgrzypikowych.

## Zasięg występowania
Przedstawiciele tego rodzaju występują w Afryce Środkowej.

## Systematyka
Do Parablepisanis należą 2 gatunki:
- Parablepisanis feai
- Parablepisanis rufa